# 印尼国家石油公司
印尼国家石油公司是印度尼西亞一家国有石油和天然气公司，总部位於雅加达。该公司于1968年8月由國家天然氣開發公司（Pertamin，1961年成立）和國家石油開發公司（Permina，1957年成立）合并而成。截至2013年，该公司是印尼第二大原油生产商，仅次于雪佛龙太平洋印尼公司。2013年，印尼国家石油公司首次登上财富世界500强，排名為第122位，是唯一一家上榜的印尼企业。根据2020年财富榜单，印尼国家石油公司是印尼最大的公司。

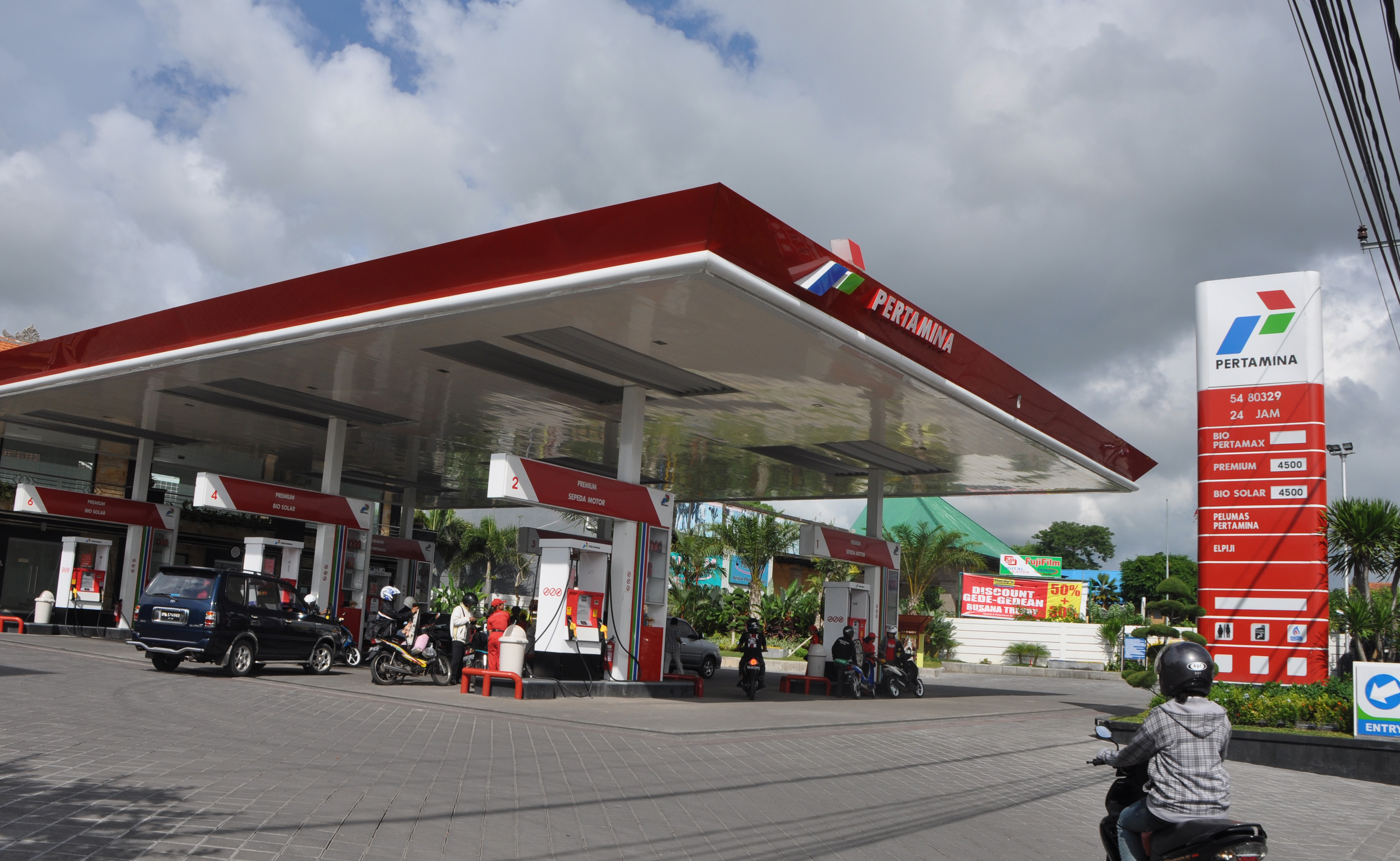
印尼国家石油公司位於巴厘島的一個加油站